# Charles de Sainte-Maure, marchese d'Augé
Charles de Sainte-Maure (Oriolles, 16 marzo 1655 – Parigi, 13 settembre 1744) è stato un ammiraglio francese, che fu comandante della flotta di Levante dall'8 giugno 1730 al 13 settembre 1744.

## Biografia
Nacque ad Oriolles, in Charente, il 16 marzo 1655 all'interno di una famiglia nobile originaria della Touraine, terzo di cinque figli di Claude de Sainte-Maure, signore di Fougeray e Augé (per matrimonio, ?-8 novembre 1698) e di Marie Paulte. 
Aveva tredici anni quando il duca di Montausier, suo zio, divenne governatore del Delfino, Luigi di Francia. Montausier servì assiduamente il Delfino e gli pose accanto il nipote allora nella prima giovinezza, alla maniera della Bretagna.
Fu con questa protezione che entrò nella Marine royale, divenendo guardiamarina a Rochefort il 1 marzo 1673, all'età di 18 anni. Il 3 marzo 1780 divenne Cavaliere dell'Ordine di Malta e di San Giovanni di Gerusalemme. Nel 1690 assunse il comando della fregata da 44 cannoni L'Arc en Ciel, e il 30 giugno dello stesso anno prese parte alla battaglia di Capo Béveziers.
Divenuto comandante della marina a Saint-Malo, si distinse particolarmente nella battaglia navale di La Hongue (19-23 maggio 1692), e quando le navi inglesi e olandesi vennero a bombardare questa città nel 1693 e il 15 luglio 1695. Lì sposò Jeanne Porée-Eon, originaria di Saint-Malo, sorella di Jeanne Porée, moglie di Henry-Jules du Guay, intendente della marina a Dunkerque.
Alla morte di suo padre, l'8 novembre 1698, ereditò la signoria di Augé, istituita come marchesato, e fu d'ora in poi chiamato marchese di Sainte-Maure.
Promosso capitano di vascello, il 15 gennaio 1703 fu nominato Cavaliere dell'Ordine di San Luigi. Ottenne il comando della nave Le Content partecipò alla battaglia navale di Malaga il 24 agosto 1704, all'avanguardia dello squadrone posto agli ordini dell'ammiraglio di Francia, Luigi Alessandro di Borbone, conte di Tolosa, rimanendo ferito nel corso del combattimento.
Il 22 ottobre 1712 fu nominato chef d'escadre. Fu nominato Cavaliere di Gran Croce dell'Ordine Reale e Militare di San Luigi il 3 aprile 1718 e promosso tenente generale delle armate navali il 1º novembre 1720, poi viceammiraglio comandante della Flotta di Levante, con sede a Tolone, l'8 giugno 1730. Sostituì il marchese di Coëtlogon, morto in quello stesso anno, che aveva allora 75 anni e non andava più per mare.
Morì a Parigi il 13 settembre 1744.

### Annotazioni
1. ↑  Proveniva dal ramo Sainte-Maure-Fougeray, cadetto del ramo Sainte-Maure-Montausier, appartenente alla Casa di Sainte-Maure, antica famiglia aristocratica della Touraine, le cui origini risalgono al XIII secolo.
2. ↑  Aveva nove anni quando il cugino di primo grado di suo padre, Charles de Sainte-Maure, fu nominato duca di Montausier nel 1664

### Fonti
1. 1 2 3 4  Threedecks.
2. ↑  Vergé-Franceschi 1990, p. 2231.
3. ↑  Sainte-Marie 1730, p. 24.
4. ↑  Renaudot 1768, p. 231.
5. 1 2  Renaudot 1768, p. 232.
6. 1 2 3 4 5  Lacour-Gayet 1910, p. 137.
7. 1 2  d'Aspect 1780, p. 287.
8. ↑  d'Aspect 1780, p. 288.